# Pères cappadociens

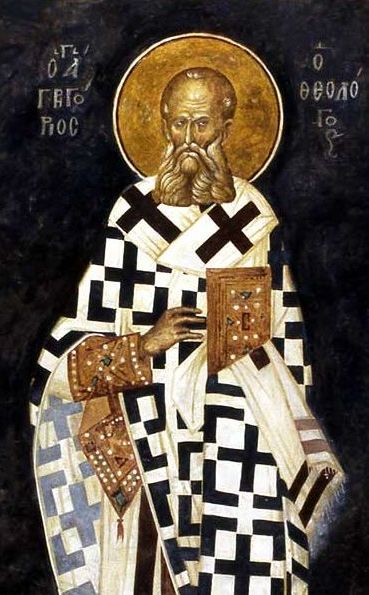
Grégoire de Nazianze (Fresque de l'église Saint-Sauveur-in-Chora, Istanbul)

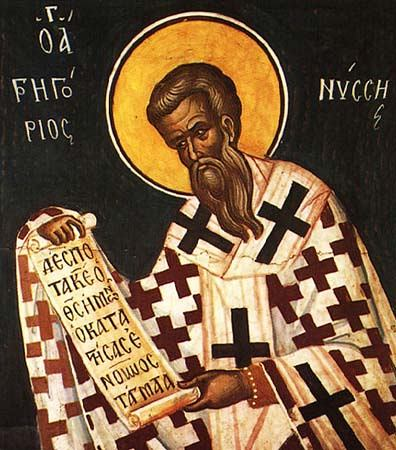
Icône de Grégoire de Nysse (fresque du XIVe siècle,l'église Saint-Sauveur-in-Chora, Istanbul)

Les Pères cappadociens, également connus traditionnellement sous le nom des Trois Cappadociens, sont trois pères de l'église et théologiens chrétiens du IVe siècle. Il s'agit de Basile de Césarée (330-379), qui fut évêque de Césarée ; du frère cadet de Basile, Grégoire de Nysse (vers 335 – vers 395), qui était évêque de Nysse ; et d'un ami proche, Grégoire de Nazianze (329-389), devenu patriarche de Constantinople.
La Cappadoce où ils vécurent, dans l'actuelle Turquie, fut un foyer précoce du christianisme, avec plusieurs missions de Paul dans cette région. Les Cappadociens ont avancé le développement de la théologie chrétienne primitive, par exemple la doctrine de la Trinité, et sont considérés comme saints dans les églises occidentales et orientales .

## Contexte biographique
Une sœur aînée de Basile et de Grégoire de Nysse, Macrine la jeune, transforma le domaine familial en communauté monastique. Basile le Grand était l'aîné des frères. Son cadet est le célèbre juriste chrétien Naucratius ou Naucrace. Outre Grégoire de Nysse, la fratrie compte également un quatrième frère, Pierre, qui devint également évêque à Sébaste. Leur grand-mère paternel, Macrine l'Ancienne, est également considérée comme sainte, de même que leurs parents Basile l'Ancien et Emmélie de Césarée.
Le père de Grégoire de Nazianze, Grégoire l'ancien est évêque à Nazianze avant son fils et sa mère, Nonna, est également reconnue comme sainte. Le frère de Grégoire, Césaire de Nazianze, fut médecin des empereurs Constance II et Julien.

## Contributions théologiques

### La Trinité
Les pères cherchaient à démontrer que les chrétiens pouvaient tenir tête aux conversations avec des intellectuels érudits de langue grecque et que la foi chrétienne, bien qu'elle s'opposait à de nombreuses idées de Platon et d'Aristote (et d'autres philosophes grecs), était une religion presque scientifique.
Ils ont apporté des contributions majeures à la définition de la Trinité finalisée lors du premier concile de Constantinople en 381 et à la version finale du Symbole de Nicée, finalisée là-bas. Ils ont apporté des contributions clés à la doctrine de la Trinité et aux réponses à l'arianisme et à l'apollinarisme.
À la suite du premier concile de Nicée, l'arianisme n'a pas disparu. Le concile de Nicée avait affirmé que le Fils était de la même substance (homoousios) que le Père. Les semi-ariens enseignaient que le Fils a la même substance que le Père ( homoiousios ), contrairement aux ariens purs et simples qui enseignaient que le Fils n'était pas comme le Père, mais qu'il avait été créé et n'était donc pas Dieu. Ainsi, le Fils était considéré comme semblable au Père, mais pas de la même essence que le Père.

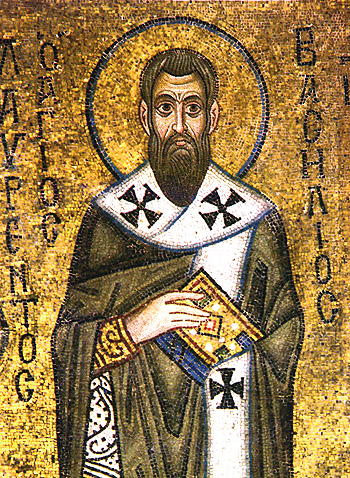
Basile de Césarée (Fresque de la cathédrale Sainte-Sophie de Kiev, XIe siècle.)

Les Cappadociens travaillèrent pour amener les semi-Ariens à la cause orthodoxe. Dans leurs écrits, ils ont largement utilisé la formule « une substance ( ousia ) pour trois personnes ( hypostase ) ». La relation est compréhensible, argumentait Basile de Césarée, dans un parallèle tiré du platonisme :
trois êtres humains sont chacun des personnes individuelles et partagent tous un universel commun, leur humanité[réf. nécessaire].
La formulation reconnaissait explicitement une distinction entre le Père, le Fils et le Saint-Esprit (une distinction que Nicée avait été accusée de brouiller), mais insistait en même temps sur leur unité essentielle. Ainsi Basile écrivait :
Dans une brève déclaration, je dirai que l'essence (ousia) est liée à la personne (hypostase) comme le général au particulier. Chacun de nous participe à l'existence parce qu'il participe à l'ousia tandis qu'en raison de ses propriétés individuelles, il est A ou B. Ainsi, dans le cas en question, l'ousia fait référence à la conception générale, comme la bonté, la divinité ou d'autres notions similaires, tandis que l'hypostase est observé dans les propriétés spéciales de paternité, de filiation et de pouvoir sanctifiant. S'ils parlent donc de personnes sans hypostase, ils disent des bêtises, ex hypothesi ; mais s'ils admettent que la personne existe dans une hypostase réelle, comme ils le reconnaissent, qu'ils la compte de manière à préserver les principes de l'homoousion dans l'unité de la divinité, et proclament leur reconnaissance respectueuse du Père, du Fils et du Saint-Esprit., dans l'hypostase complète et parfaite de chaque personne ainsi nommée. — Lettre  214.4.
Basile a ainsi tenté de rendre justice aux définitions doctrinales de Nicée tout en distinguant la position nicéenne du modalisme, qui avait été l'accusation initiale d'Arius contre le pape Alexandre dans la controverse nicéenne. Le résultat fut que l’arianisme et le semi-arianisme disparurent pratiquement de l’Église.

### Les femmes et la mariologie
Les Cappadociens avaient une vision plus élevée des femmes que nombre de leurs contemporains. Certains érudits suggèrent que Macrine la jeune était leur égal dans le groupe et devrait donc être reconnue comme « le quatrième Cappadocien ».
Ils ont contribué au développement de la théologie mariale et de la dévotion mariale naissante ; tous trois affirmaient la doctrine de la virginité perpétuelle qui faisait alors l'objet de critiques dans certains milieux. Grégoire de Nysse a enseigné qu'elle avait fait vœu de virginité et fut peut-être le premier théologien à associer typologiquement le buisson ardent à Marie, dans sa Vie de Moïse . Les Cappadociens ont affirmé le titre de Theotokos de Marie (« qui a enfanté Dieu ») plus de 50 ans avant qu'il ne devienne le cœur de la controverse nestorienne. Grégoire de Nazianze affirmait que « si quelqu'un ne croit pas que la sainte Marie est la Théotokos, il est sans Dieu ». Les deux Grégoire furent les premiers a formuler l'idée de Marie comme « terre vierge » et du « sein vénérable de la Vierge » comme du lieu où Dieu unissait « les deux natures en une seule ». Ce langage, particulièrement abondant chez Grégoire de Nysse, anticipe le concile d'Éphèse et les théologiens mariaux comme Proclus, un des successeur de Grégoire de Nazianze comme patriarche de Constantinople. De plus, Grégoire de Nazianze a enseigné que Marie était pré-purifiée dans son âme et son corps avant la conception de Jésus. Il témoigne de la plus ancienne prière connue à Marie issue du corpus littéraire patristique, racontant comment une vierge priait Marie pour l'aider à surmonter la tentation, montrant la matrice ascétique qui était le contexte de la dévotion mariale primitive. Les racines de l'invocation mariale orthodoxe peuvent donc être associées au cercle nicéen de Nazianze à Constantinople. Grégoire de Nysse présente également la plus ancienne trace d'une apparition mariale, l'associant à Grégoire le Thaumaturge au milieu du IIIe siècle.
Même si les Cappadociens partageaient de nombreux traits, chacun présentait des atouts particuliers. Des auteurs notent que Basile était « l'homme d'action », Grégoire de Nazianze « l'orateur » et Grégoire de Nysse « le penseur ».